# Eleccions legislatives islandeses de 2021
Les Eleccions legislatives islandeses de 2021 es van celebrar el 25 de setembre de 2021 per escollir als nous membres de l'Althing. Després de les eleccions, els tres partits del govern de coalició –el Partit de la Independència, el Partit Progressista i el Moviment d'Esquerra-Verd– van acordar mantenir el mateix, i Katrín Jakobsdóttir, del Moviment d'Esquerra-Verd, va continuar sent primera ministra tot i que el seu partit era el més petit dels tres. Va ser la primera vegada que un govern en el càrrec va mantenir el poder en unes eleccions des de la crisi financera del 2008.

## Sistema electoral
Els 63 membres de l'Althing van ser elegits per representació proporcional de llista oberta en sis circumscripcions plurinominals, amb 54 escons distribuïts entre els partits a nivell de circumscripció sense llindar electoral i 9 escons d'anivellament assignats a llistes de partits a nivell nacional amb un llindar del 5 per cent requerit per garantir la proporcionalitat amb el resultat de les eleccions. Els 54 escons de circumscripció es van distribuir dins de cada una segons el mètode D'Hondt. Les llistes electorals van ser determinades pels partits. Els votants tenien l'opció de marcar vots preferencials per a candidats particulars del partit pel qual voten, cosa que pot provocar que es modifiqui l'ordre dels candidats.

## Resultats
|                         |                                  |         |       |         |     |  |  |  |
| Partit                  | Partit                           | Vots    | %     | Escons  | +/− |  |  |  |
|                         | Partit de la Independència (D)   | 48.708  | 24,38 | 16 / 63 | =   |  |  |  |
|                         | Partit Progressista (B)          | 34.501  | 17,27 | 13 / 63 | 5   |  |  |  |
|                         | Moviment d'Esquerra-Verd (V)     | 25.114  | 12,57 | 8 / 63  | 3   |  |  |  |
|                         | Aliança Socialdemòcrata (S)      | 19.825  | 9,93  | 6 / 63  | 1   |  |  |  |
|                         | Partit del Poble (F)             | 17.672  | 8,85  | 6 / 63  | 2   |  |  |  |
|                         | Partit Pirata (P)                | 17.233  | 8,63  | 6 / 63  | =   |  |  |  |
|                         | Viðreisn (C)                     | 16.628  | 8,33  | 5 / 63  | 1   |  |  |  |
|                         | Partit de Centre (M)             | 10.879  | 5,45  | 3 / 63  | 4   |  |  |  |
|                         | Partit Socialista d'Islàndia (J) | 8.181   | 4,09  | 0 / 63  | Nou |  |  |  |
|                         | Partit Liberal Democràtic (O)    | 845     | 0,42  | 0 / 63  | Nou |  |  |  |
|                         | Futur Responsable (Y)            | 144     | 0,07  | 0 / 63  | Nou |  |  |  |
|                         |                                  |         |       |         |     |  |  |  |
| Vots vàlids             | Vots vàlids                      | 199.730 | 97,92 |         |     |  |  |  |
| Vots blancs             | Vots blancs                      | 3.731   | 1,84  |         |     |  |  |  |
| Vots nuls               | Vots nuls                        | 517     | 0,24  |         |     |  |  |  |
| Total                   | Total                            | 203.978 | 100   | 63      | =   |  |  |  |
| Abstenció               | Abstenció                        | 50.610  | 19,88 |         |     |  |  |  |
| Inscrits / participació | Inscrits / participació          | 254.588 | 80,12 |         |     |  |  |  |